# FC Puuma
FC Puuma was een Estse voetbalclub uit Tallinn.
De club ontstond in 1981 als jeugdclub onder de naam Sion op het terrein van de Tõnismäe school (voorheen 19e school). In 1983 werd onder de naam Lions gespeeld en sinds 1984 als Puuma. In dat jaar kwam de club ook bij de omnisportvereniging Oktober. Deze liet in 1986 de voetbalafdeling vallen. Op het terrein van Oktober werd vanuit de gemeente de omnisportvereniging Mustamäe opgericht waaronder Puuma als voetbalafdeling viel. In 1988 werd het eerste seniorenteam opgericht en in 1992 werd de voetbalafdeling een aparte club.
Tussen 1990 en 1993 werd er gespeeld als Sport Mustamäe en 1999 promoveerde de club voor het eerst naar de Esiliiga. Na een directe degradatie in 2000 keerde de club in 2003 weer terug. Voor het seizoen 2005 trok de club haar seniorenteam terug uit de Esiliiga. De seniorenafdeling werd weer opgepakt en in 2009 werd de club kampioen op het derde niveau en keerde terug in de Esiliiga. In 2014 zakte de club naar de Esiliiga B en in 2016 naar de II liiga. In 2016 werd de club ontbonden.
JK Kaitseliit Kalev was een satellietclub van Puuma.